# Mark Sanford
Eumarkjah Tywan Sanford, detto Mark (Dallas, 7 febbraio 1976), è un ex cestista e allenatore di pallacanestro statunitense, professionista in Europa, Asia, Sudamerica e Oceania.

## Carriera
È stato selezionato dai Miami Heat al secondo giro del Draft NBA 1997 (30ª scelta assoluta).